# Therese Schlesinger
Therese Schlesinger, née Therese Eckstein le 6 juin 1863 à Vienne et morte le 5 juin 1940 à Blois, est une militante autrichienne des droits des femmes et femme politique du Parti social-démocrate d'Autriche (SDAP). Elle fait partie des premières femmes élues au parlement de la Première République.

## Biographie
Therese Schlesinger grandit dans une famille industrielle juive libérale à Vienne. Elle a deux frères, Friedrich Eckstein et Gustav Eckstein, et une sœur Emma Eckstein, psychanalyste. Elle ne peut pas accéder à l'enseignement supérieur qui est interdit aux femmes. Elle poursuit ses études en autodidacte. En 1888, elle épouse Victor Schlesinger, employé de banque, avec qui elle a une fille, née en 1890. Elle contracte une fièvre puerpérale lors de l'accouchement qui la maintient dans un fauteuil roulant pendant deux ans et demi. Elle en conserve une raideur de la hanche. Victor Schlesinger, son mari meurt de la tuberculose pendant cette période. Sa fille Anna, se suicide en 1920, à l'âge de 32 ans.
Elle rejoint l'Association générale des femmes autrichiennes (AÖFV) en 1894 par l'intermédiaire de son amie Marie Lang, qui l'initie au féminisme. Elle appartient bientôt au cercle d'Auguste Fickert, qui devient son mentor et l'encourage à écrire ses propres articles. Elle écrit pour le supplément féminin hebdomadaire du journal Volksstimme de Ferdinand Kronawetter. Elle devient porte-parole et vice-présidente de l'AÖFV. Elle milite pour le droit de vote pour les femmes, l'accès à l'enseignement supérieur et aux professions libérales.
En 1896, elle est déléguée par l'AÖFV avec Rosa Mayreder à une conférence à la suite de la publication d'une enquête, sur la situation des ouvrières à Vienne. Elle noue ses premiers contacts avec la social-démocratie. La même année, elle parle au premier congrès international des femmes à Berlin de la situation des femmes autrichiennes et des résultats de l'étude. Elle étudie les fondements théoriques de la social-démocratie. Elle assiste aux conférences d'éthique sociale, d'Emil Reich à l'Université de Vienne.

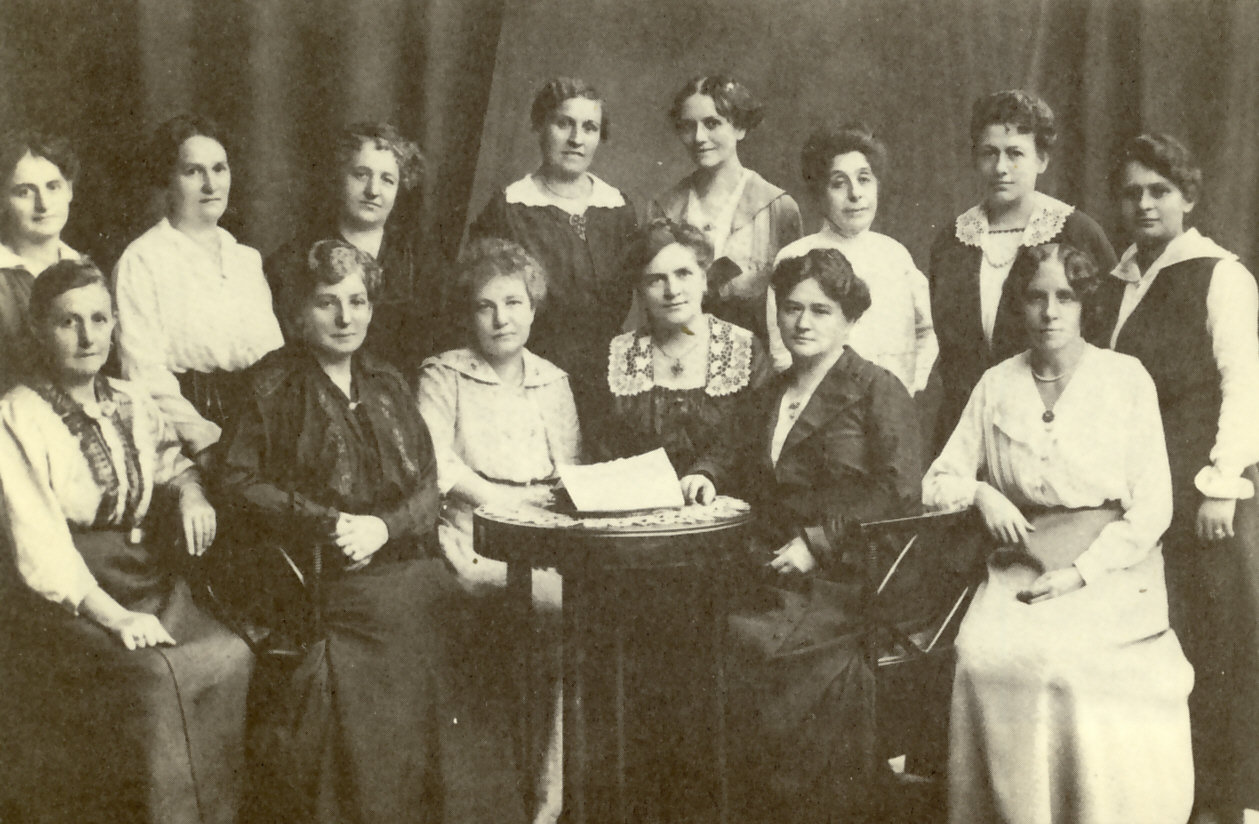
Therese Schlesinger (rangée du bas, troisième à partir de la gauche) au Comité des femmes du Reich en 1917.

À l'automne 1897, elle devient membre du Parti travailliste social-démocrate. Cela lui permet de s'engager à la fois pour les droits des femmes et l'amélioration des conditions des ouvrières. Elle s'intéresse aux conditions ouvrières mais en raison de son appartenance à la classe bourgeoise, elle ne se sentait pas légitime dans ce combat. Dans ses mémoires, elle écrit : « ... quand la social-démocratie fait campagne pour la première fois en 1897, j'étais tellement convaincue que mes amies du mouvement des femmes bourgeoises virent d'elles-mêmes qu'à l'avenir ma place serait dans la social-démocratie ».

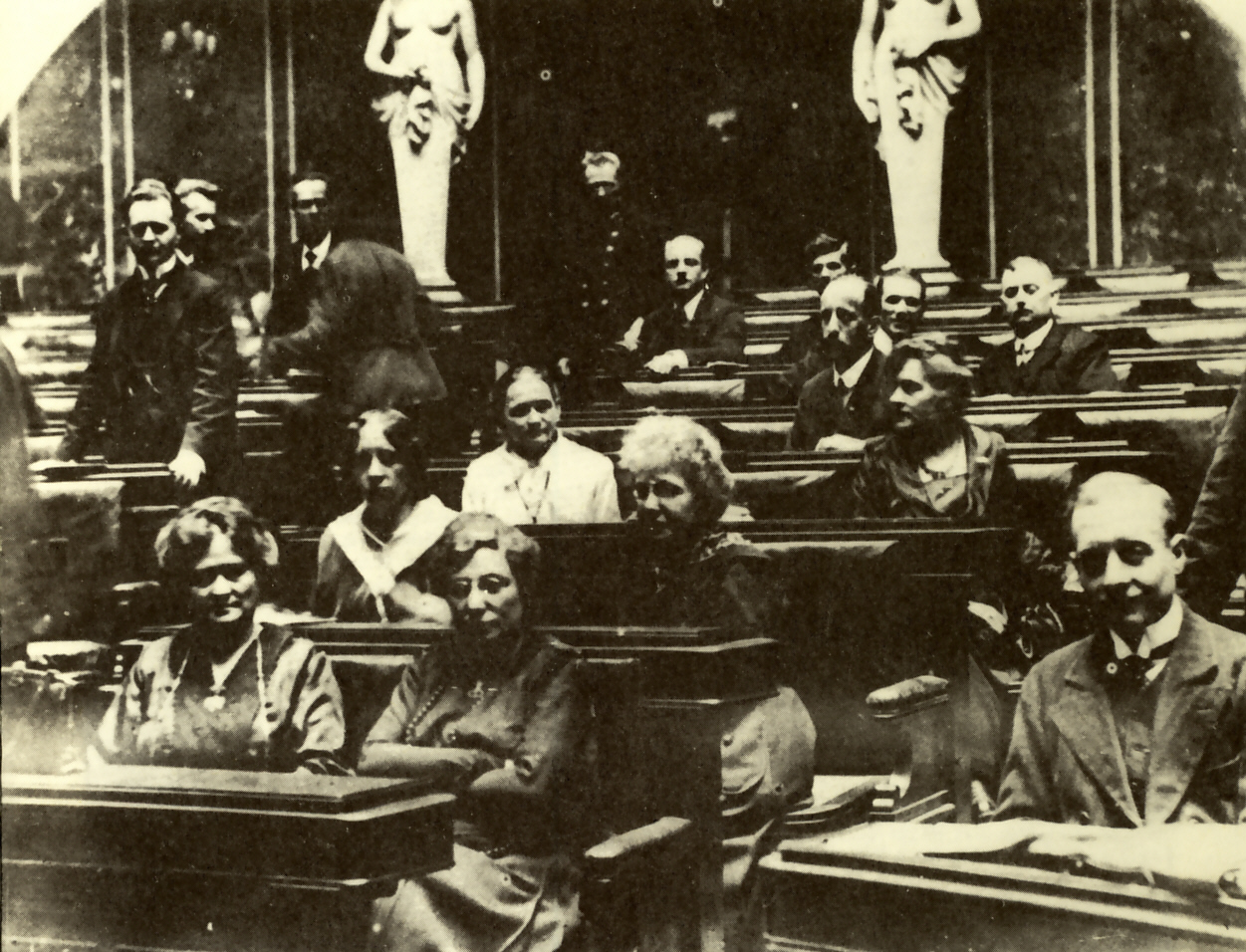
Therese Schlesinger (deuxième rangée, à droite) à l'Assemblée nationale constituante le 4 mars 1919.

Au sein du SDAPÖ, elle rencontre une opposition aux revendications féministes. Lors de la conférence du parti à Graz en 1900, sa demande de défense du suffrage féminin est rejetée. En 1901, elle est cofondatrice de l'Association des femmes et filles sociales-démocrates. En 1902, elle publie avec son frère Gustav Eckstein, Die Frau im Neunzehnten Jahrhundert (La femme au dix-neuvième siècle). La brochure est publiée en Allemagne à Berlin. Avec cette brochure, elle légitime la lutte des femmes en l'inscrivant dans l'histoire. Elle se bat pour que son parti inclue dans son programme le droit de vote pour les femmes, il l'inscrira en 1906, lorsque la loi sur le suffrage universel masculin est promulgué. En 1903, elle rejoint l’exécutif du Comité d’empire des femmes sociales-démocrates. Lors du Congrès Socialiste International de Stuttgart de 1907, Clara Zetkin, Therese Schlesinger et d'autres militantes tiennent la première conférence internationale des femmes.
Therese Schlesinger écrit des livres sur les questions féministes, donne des conférences. Elle publie des articles dans le mensuel social-démocrate Der Kampf, revue du parti socialiste d'Autriche publiée à partir de 1907, dans l'Arbeiterinnenzeitung, journal des ouvrières sociales-démocrates fondé en 1892, et dans Die Unzufriedene. Elle publie également dans les deux grandes revues de la social-démocratie allemande, Die Neue Zeit fondée en 1883 par Karl Kautsky et Die Sozialistische Monatshefte.
Elle milite pour l'éducation des filles, la protection des enfants et des jeunes, la protection de la maternité pour les travailleuses. Elle aborde la question de la conciliation de la maternité et de l'emploi rémunéré.
Dans son livre Que veulent les femmes en politique ? en 1909, elle met l'accent sur l'éducation des femmes. Ce n'est qu'en 1909 que le parti autorise ses camarades à créer une organisation féminine politique libre et reconnaît le Comité des femmes du Reich (aujourd'hui SPÖ Bundesfrauen) fondé en 1898 comme organe du parti. Pendant la Première Guerre mondiale, c'est une figure de proue de l'aile gauche du parti autour de Friedrich Adler et plus tard d'Otto Bauer, qui se battent pour les idéaux d'internationalisme et de paix. Le suffrage universel est accordé pour les femmes en 1918, en Autriche, à la suite de l'entrée de socialistes au gouvernement. Therese Schlesinger publie avec Adelheid Popp un article dans l'hebdomadaire Die Wahlerin incitant les femmes à voter et à se présenter aux élections pour l'Assemblée nationale constituante de 1919.
Avec les sociales-démocrates Anna Boschek (en), Adelheid Popp, Gabriele Proft (en), Maria Tusch et Amalie Seidel, Thérèse Schlesinger est l'une des premières femmes députées à l'Assemblée nationale constituante. De 1919 à 1923, elle est membre du Conseil national, puis membre du Conseil fédéral jusqu'en 1930. Elle écrit les chapitres sur la politique des femmes du programme de Linz du SDAP de 1926. Elle est un modèle pour les jeunes socialistes comme Käthe Leichter et Stella Klein-Löw. En 1933, elle se retire de la direction du parti. En 1934, le SDAP est contraint à l'illégalité.
Après l'annexion de l'Autriche en 1938, Therese Schlesinger n'est plus en sécurité dans son pays en raison de ses origines juives et s'enfuit en France. Elle passe la dernière année de sa vie dans un sanatorium à Blois.
Vingt-cinq lettres (1897-1937) à Karl Kautsky sont déposées à l’institut international d’Histoire sociale d’Amsterdam.

## Publications
- Die Frau im 19. Jahrhundert (La femme au XIXe siècle), en collaboration avec Gustav Eckstein, Berlin, 1902, 59 p.
- Was wollen die Frauen in der Politik ? (Pourquoi les femmes font-elles de la politique ?), Vienne, 1909, 30 p.
- Die geistige Arbeiterin und der Sozialismus (La travailleuse intellectuelle et le socialisme), Vienne, 1919, 40 p.
- Der Aufstieg der Arbeiterbewegung im Revolutionsjahr (L’Essor du mouvement ouvrier dans l’année de la révolution), 1919
- Wie will und soll das Proletariat seine Kinder erziehen ? (Comment le prolétariat veut-il et doit-il éduquer ses enfants ?) Vienne, 1921, 32 p.
- Die Frau im sozialdemokratischen Parteiprogramm (La Femme dans le programme du Parti social-démocrate), Vienne, 1928, 24 p.
- Lebensabriss Gustav Ecksteins in seinem Buch « Was ist Sozialismus ? » (Brève biographie de Gustav Eckstein dans son livre « Qu’est-ce que le socialisme ? »), Vienne, 1920.

## Distinctions
- 1949 : un passage qui relie la Wickenburggasse à la Schlösselgasse, dans le quartier Josefstadt de Vienne, porte le nom Therese-Schlesinger-Hof